# Neoscona molemensis
Neoscona molemensis är en spindelart som beskrevs av Benoy Krishna Tikader och Bal 1981. Neoscona molemensis ingår i släktet Neoscona och familjen hjulspindlar. Inga underarter finns listade i Catalogue of Life.